# Любовь при лунном свете
«Любовь при лунном свете» (англ. Love by the Light of the Moon) — американский короткометражный комедийный фильм Эдвина Портера.

## Сюжет
Фильм показывает отношения влюблённых молодых людей, за которыми наблюдает Луна.